# سووپتسا
سووپتسا (به لهستانی:  Słupca) یک منطقهٔ مسکونی در لهستان است که در شهرستان سووپتسا واقع شده‌است. سووپتسا ۱۰٫۳۱ کیلومتر مربع مساحت و ۱۴٬۳۶۳ نفر جمعیت دارد.